# Boulot
Boulot é uma comuna francesa na região administrativa de Borgonha-Franco-Condado, no departamento de Alto Sona. Estende-se por uma área de 7,08 km². Em 2010 a comuna tinha 686 habitantes (densidade: 96,9 hab./km²).